# Урожайный (Омская область)
Урожа́йный — посёлок в Любинском районе Омской области России. Административный центр Южно-Любинского сельского поселения.

## География
Посёлок находится на юго-западе центральной части Омской области, в лесостепной зоне, в пределах Ишимской равнины, на расстоянии примерно 25 км (по прямой) к юго-западу от посёлка городского типа Любинский, административного центра района. Абсолютная высота — 112 м над уровнем моря.

### Часовой пояс
Посёлок Урожайный, как и вся Омская область, находится в часовой зоне МСК+3. Смещение применяемого времени относительно UTC составляет +6:00.

## Население
| 2010 |
| ---- |
| 433  |

Гендерный состав
По данным Всероссийской переписи населения 2010 года, в гендерной структуре населения мужчины составляли 49,4 %, женщины — соответственно 50,6 %.
Национальный состав
Согласно результатам переписи 2002 года, в национальной структуре населения русские составляли 67 % из 514 чел.

## Улицы
| - ул. Зелёная, - ул. Молодёжная, - ул. Новая, | - ул. Новостроевская, - ул. Производственная, - ул. Центральная. |